# Monochroa ainella
Monochroa ainella is een vlinder uit de familie van de tastermotten (Gelechiidae). De wetenschappelijke naam van de soort werd voor het eerst geldig gepubliceerd in 1908 door Pierre Chrétien.